# Henrique Viegas
Henrique Manuel Santos Viegas (Trafaria, 7 de Julho de 1961, de nome artístico Henrique Viegas, é um actor do teatro amador português.
Oriundo de uma família ligada aos Recreios Desportivos da Trafaria , antigo Casino [ligação inativa] dessa localidade, ingressou, em 1979, no Gitt (Grupo de Iniciação Teatral da Trafaria)  tendo integrado o elenco de diversas peças destacando-se os papéis que desempenhou entre 1998 e 2004. Neste período, sobressai na peça La Nonna - A Avózinha da Trafaria (2000) baseado no texto original de Roberto Cossa e que protagonizou brilhantemente numa encenação de Vitor Azevedo .
Outras peças em que participou: Não se Paga! Não se Paga! de Dario Fo (1998), Envelhecer Diverte-me! (1999) de Jean-Pierre Sarrasac, Mar D'Alma (2001) uma colagem de textos de Eugene O’Neill, J.M. Synge e Bernardo Santareno, Os Incendiários (2002) de Max Frisch, Tudo No Escuro (2003) de Peter Shaffer e (g)Estação de Afectos (2004), de Carlos Alfredo  com encenação de Joaquim Lopes
Alguns trabalhos foram encenações de Vitor Azevedo. Actualmente, Henrique Viegas continua ligado à representação no Gitt onde ocupa também o lugar de Director e é, ainda, Vice- Presidente dos Recreios Desportivos da Trafaria tendo vindo a desenvolver um trabalho essencial para manter este espaço em cujas instalações o Gitt